# قتاد حلقي
القَـتَـادُ الحَلَقِيُّ (الاسم العلمي: Astragalus annularis) أو الحُرْبُثُ أو الحُثْرُبُ نبات من الفصيلة القَرنِيّة اسمه العلمي Astragalus annularis وهو عشب صغير كثيف الزَغَب، الوريقات من زوجين إلى أربعة أزواج. الأزهار عنقودية، أزهاره صغيرة فوفيرية باهتة ؛الثمرة قرن من 4 إلى 5 سنتيمترات، منحنٍ مُبَقع بالون الأحمر، ينتهي بشوكة. وهو نوع عشبي حولي من جنس القتاد.

## البيئة والانتشار
يكثر نبات القتاد الحلقي في تونس وليبيا ومصر والجزيرة العربية، كما يمكن أن يظهر في الجزائر والكويت.

## الأسماء العلمية المرادفة
- (باللاتينية: Astragalus annularis Forsskal)
- (باللاتينية: Astragalus maculatus Lam)
- (باللاتينية: Astragalus subulatus Desf)
- (باللاتينية: Astragalus trimorphus Viv) [7]

## الأسماء الأخرى
خاتم عروس, أصابع عروس, خاتم الحسان, قفعة, قفعاء.
قتّاد منّقط، قتّاد سنبكي، قتّاد مخرزي، قتّاد ثلاثي الشكل، قفعاء حلقية، قفعاء منقطة، قفعاء سنبكية، قفعاء مخرزية، قفعاء ثلاثية الشكل، اسطراغالس حلقي، اسطراغالس منقط، اسطراغالس سنبكي، اسطراغالس مخرزي، اسطراغالس ثلاثي الشكل.